# Forget About It
Forget About It – album studyjny amerykańskiej wokalistki Alison Krauss. Wydawnictwo ukazało się 3 sierpnia 1999 roku nakładem wytwórni muzycznej Rounder Records. Album dotarł do 60. miejsca listy Billboard 200 w Stanach Zjednoczonych. 20 kwietnia 2002 roku płyta uzyskała status złotej w USA.

## Lista utworów
Opracowano na podstawie materiału źródłowego.
1. „Stay” (Larry Byrom, Allyson Taylor) – 3:25
2. „Forget About It” (Robert Lee Castleman) – 3:30
3. „It Wouldn't Have Made Any Difference” (Todd Rundgren) – 4:28
4. „Maybe” (Gordon Kennedy, Phil Madeira) – 3:47
5. „Empty Hearts” (Michael McDonald, Michael Johnson) – 3:24
6. „Never Got Off the Ground” (Danny O'Keefe) – 3:40
7. „Ghost in This House” (Hugh Prestwood) – 4:04
8. „It Don't Matter Now” (Michael McDonald) – 2:50
9. „That Kind of Love” (Pat Bergeson, Michael McDonald) – 3:43
10. „Could You Lie” (Ron Block) – 2:54
11. „Dreaming My Dreams With You” (Allen Reynolds) – 4:28